# Ensalada de siete capas

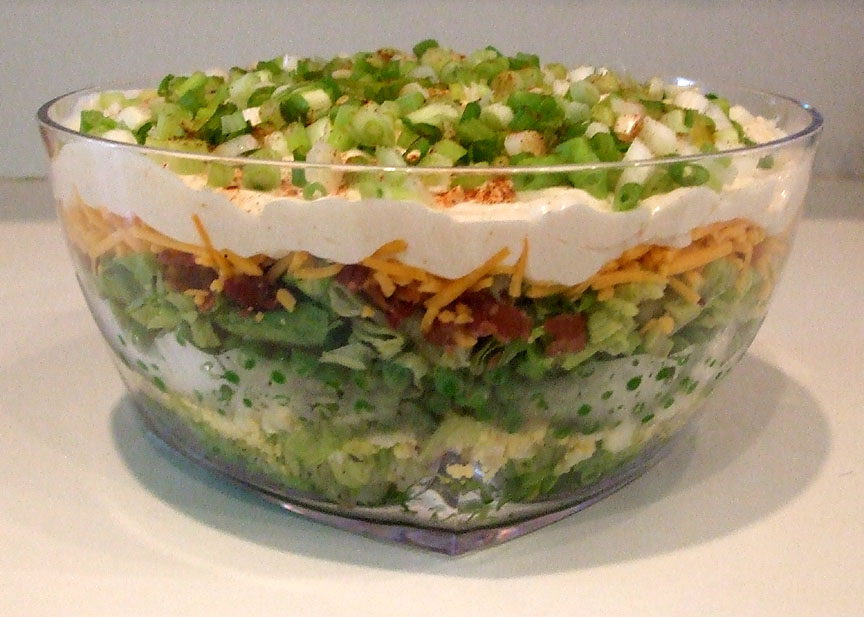
Ensalada de siete capas.

La ensalada de siete capas es un plato estadounidense que incluye una colorida combinación de siete capas de ingredientes: lechuga iceberg, tomate, pepino, cebolla, guisantes, huevo duro, queso cheddar y trozos de panceta. La ensalada se cubre con un aliño a base de mahonesa y a veces se añade nata agria. Se sirve en un cuenco de cristal, de forma que las capas puedan verse. La receta se asocia a menudo con potlucks, picnics y parrilladas, cuando se reúne mucha gente para comer. Hay muchas variantes de la ensalada de siete capas, pudiéndose elaborar con capas adicionales (a veces con menos).

## Historia
Aunque hay muchas variantes, la ensalada de siete capas tradicional ha permanecido igual durante décadas. El plato pudo haber surgido en el sur de los Estados Unidos. Se ha dicho que ha «ayudado a dar a las ensaladas de los años 1950 una mala reputación ... en lo relativo a la salud.»

## Variantes
Variantes populares caseras de la ensalada incluyen jamón, champiñones, apio, zanahoria y pimiento. El plato sigue siendo fundamental en las fiestas, y su impresionante altura y disposición en capas ha sido adaptada por algunos chefs, aunque «nuestras madres ya ponían capas mucho antes de que los chefs actuales hubieran nacido.» Entre los cocineros que han modificado la receta están los del restaurante Aura en la Lincoln Road de Florida, que incluyen mozzarella en rodajas, tomate y albahaca para obtener capas rojas, verdes y blancas, y otros que emplean fruta para rebajar los ingredientes grasos, sustituyendo el aliño de mahonesa o nata agria por yogur bajo en calorías o vinagreta, y cambiando los ingredientes por otros étnicos o gourmet. Otro chef que sirve recetas con «sentido del humor» ofrece «una ensalada de siete capas actualizada en una tortilla, donde la ternera picada de los años 70 es sustituida por gamba a la parrilla.»
La ensalada de siete capas tiene bastante seguidores, incluyendo a Rita Mae Brown.